# Oëlleville
Oëlleville ([ɔɛlˈvil] , 1801 noch mit der Schreibweise Oelleville) ist eine französische Gemeinde mit 269 Einwohnern (Stand: 1. Januar 2022) im Département Vosges in der Region Grand Est. Sie gehört zum Arrondissement Neufchâteau (bis 2024 Épinal) und ist Mitglied im Gemeindeverband Communauté de communes de Mirecourt Dompaire. Die Bewohner werden Oëllevillois und Oëllevilloises genannt.

## Geografie
Die Gemeinde Oëlleville im Xaintois liegt im Norden des Départements Vosges, nahe der Grenze zum Département Meurthe-et-Moselle, zehn Kilometer nordwestlich der Kleinstadt Mirecourt. In Oëlleville entspringt der Ruisseau d’Oëlleville, ein Bach, der nach zehn Kilometern in den Madon mündet. Die westliche Gemeindegrenze verläuft entlang der Rhein-Maas-Wasserscheide. Nachbargemeinden von Oëlleville sind Chef-Haut im Norden, Blémerey und Frenelle-la-Petite im Nordosten, Juvaincourt im Osten, Baudricourt im Südosten, Rouvres-en-Xaintois im Süden, Dombasle-en-Xaintois im Südwesten, Totainville im Westen sowie Repel im Nordwesten.

## Geschichte
Der Ursprung des Dorfes geht auf einen gallorömischen Ort zurück. 1147 taucht in einer Urkunde apud Ollei villam auf – eine Siedlung bei Ollei. Der Bann Oëlleville unterstand den Äbtissinnen und dem Kapitel in Remiremont gleichermaßen. Vor der Französischen Revolution gehörte Oëlleville zum Besitz der Familien Bassompierre und Tilly und war Teil der Baillage Mirecourt.

## Bevölkerungsentwicklung
| Jahr      | 1962 | 1968 | 1975 | 1982 | 1990 | 1999 | 2011 | 2021 |
| --------- | ---- | ---- | ---- | ---- | ---- | ---- | ---- | ---- |
| Einwohner | 313  | 329  | 344  | 314  | 291  | 278  | 282  | 283  |

Im Jahr 1846 wurde mit 614 Bewohnern die bisher höchste Einwohnerzahl ermittelt. Die Zahlen basieren auf den Daten von cassini.ehess und INSEE.

## Sehenswürdigkeiten
- Kirche Saint-Brice (St. Brictius) aus dem 15./16. Jahrhundert, unter anderem mit einem Altarbild der Heiligen Jungfrau, das als Monument historique klassifiziert ist
- Lavoir
- zwei Wegkreuze und ein großes Pestkreuz aus dem Jahr 1856

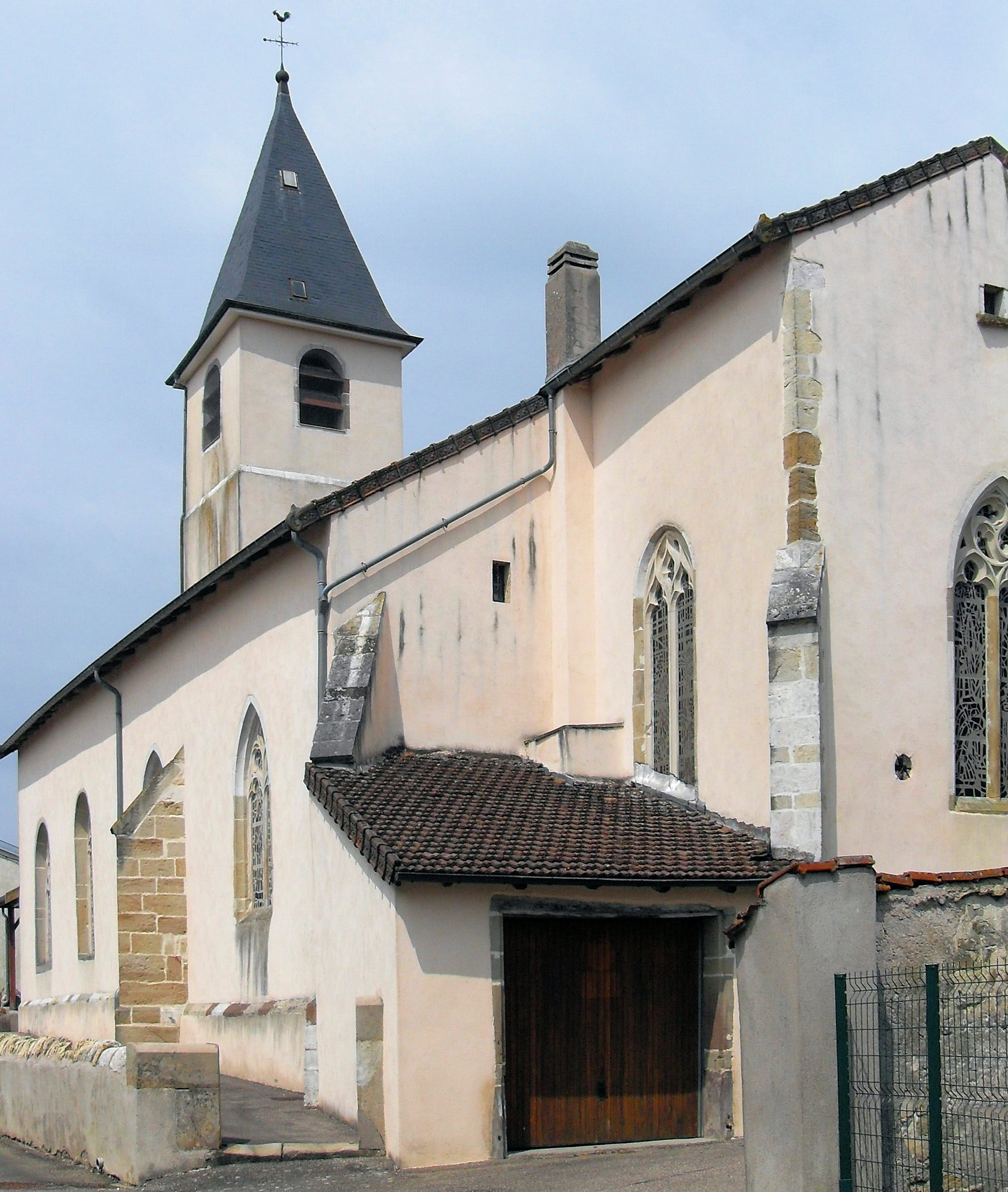
Kirche Saint-Brice
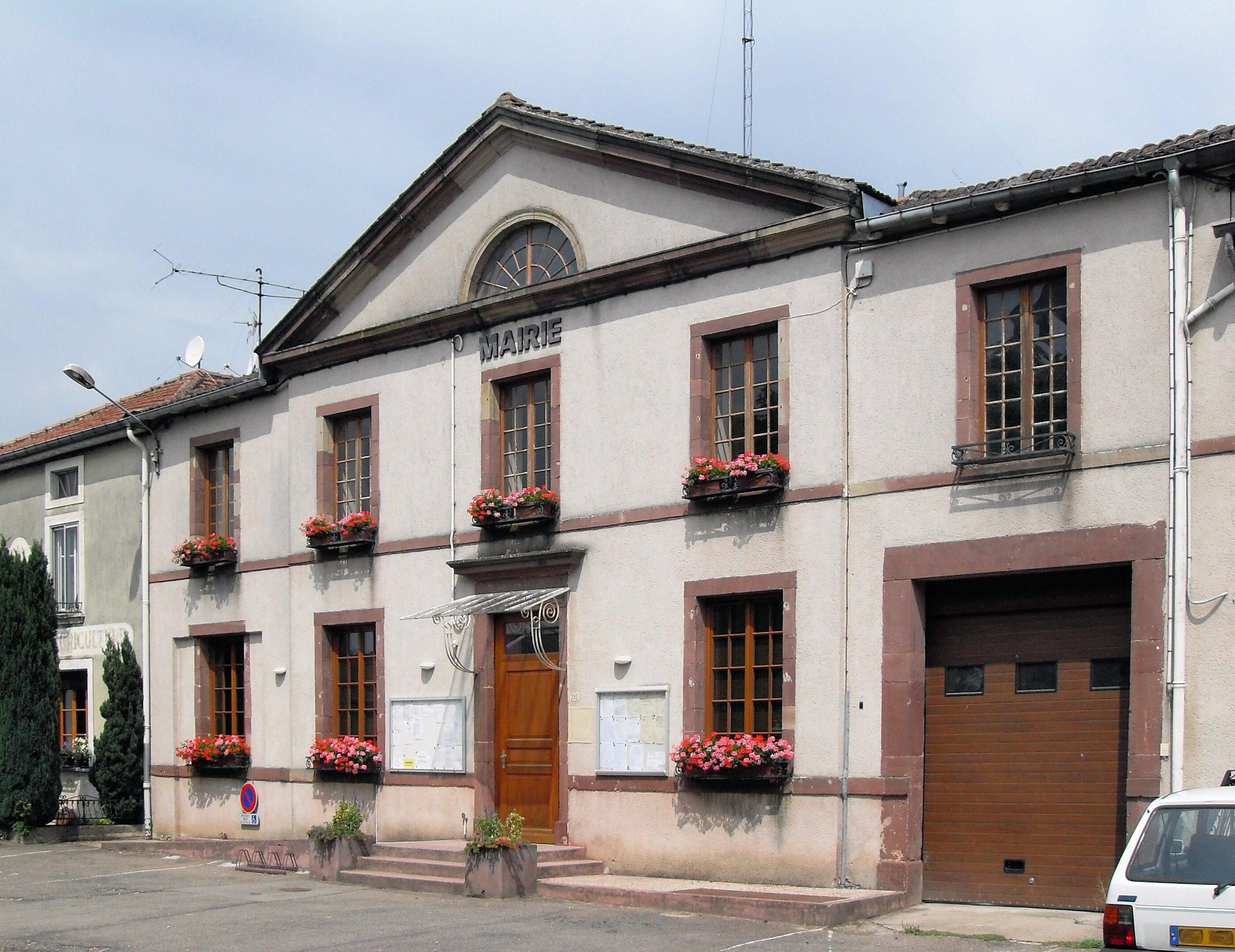
Rathaus
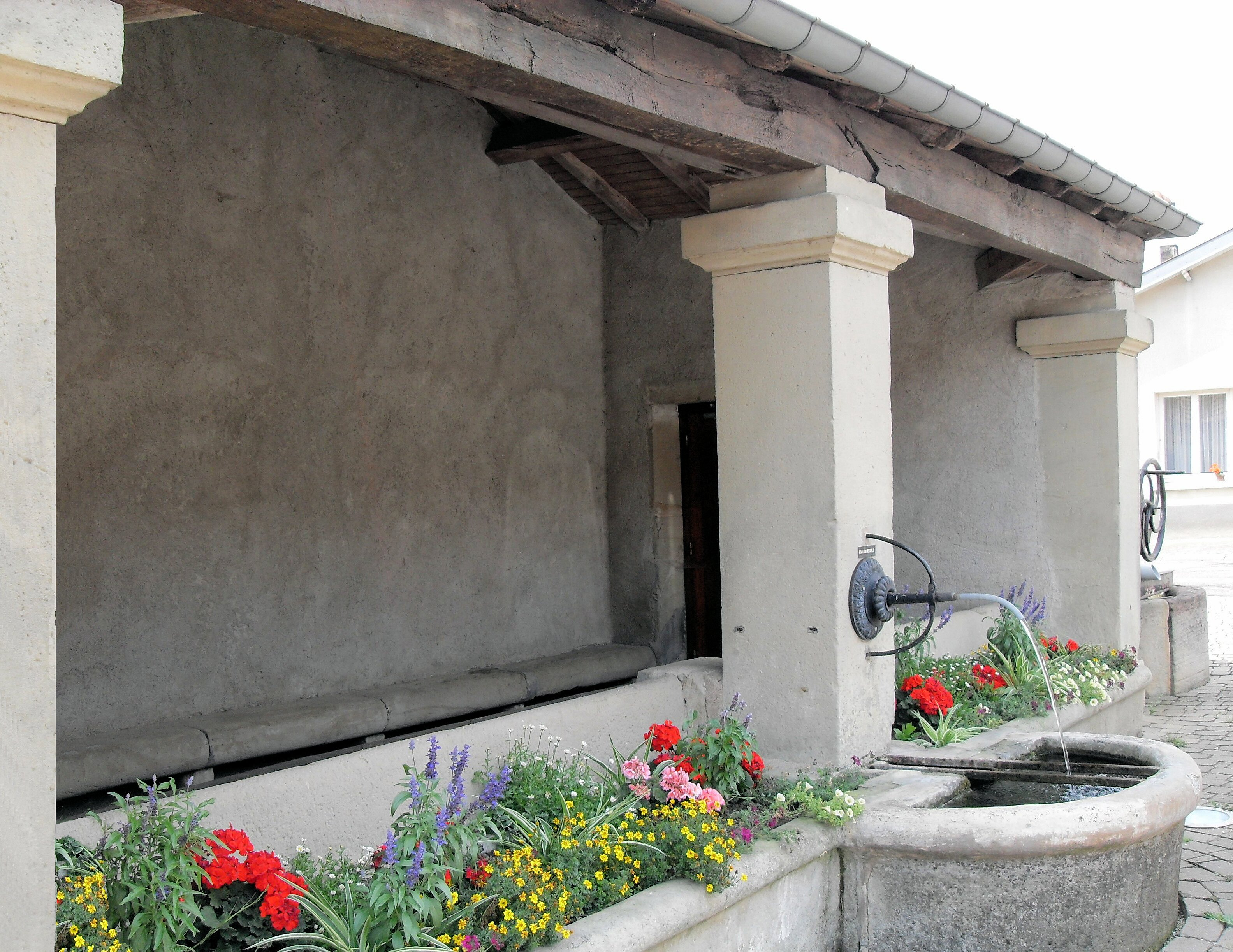
Lavoir
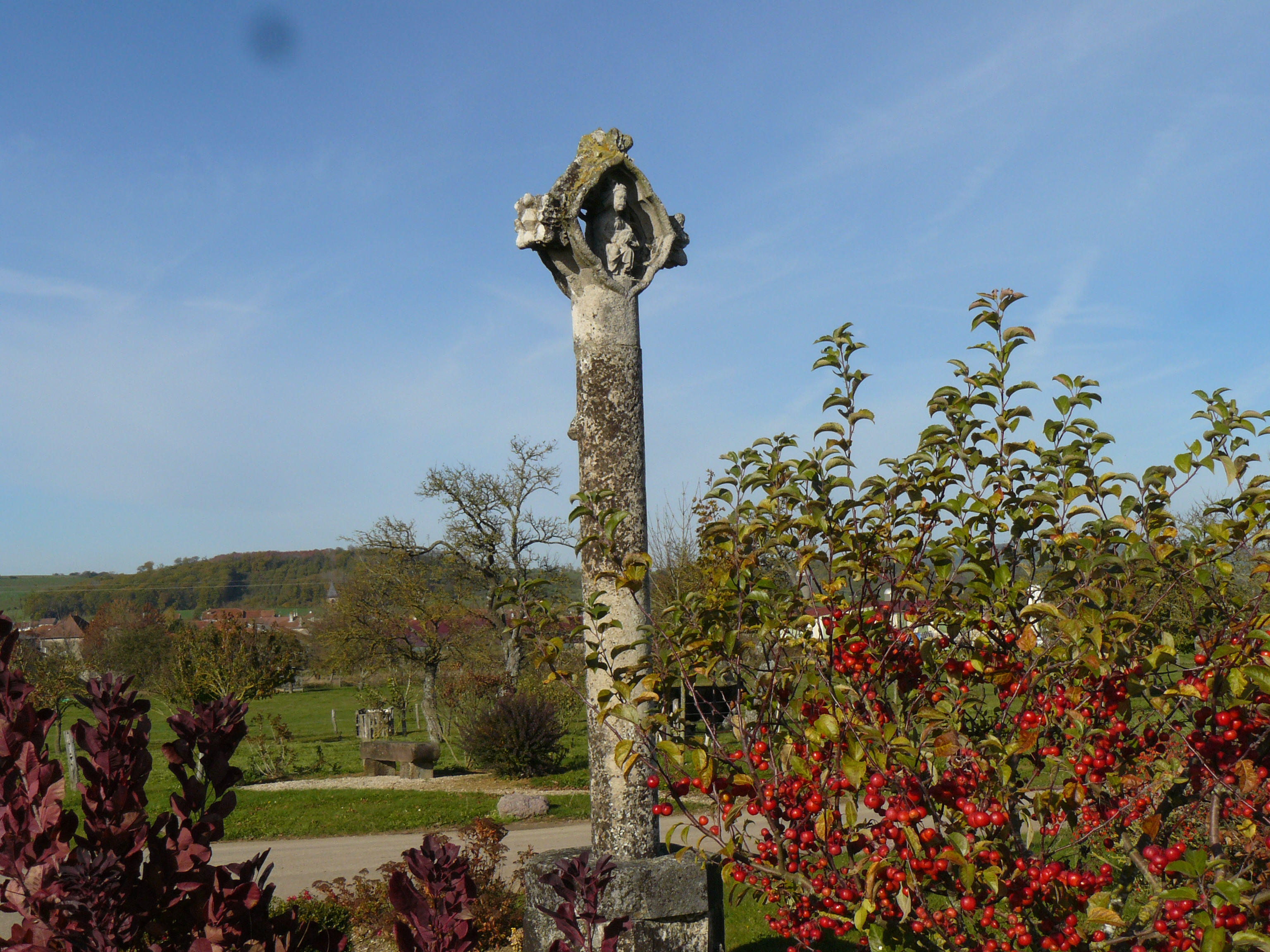
Monumentales Pestkreuz

## Wirtschaft und Infrastruktur
In der Gemeinde sind zwölf Landwirtschaftsbetriebe ansässig (Getreideanbau, Milchwirtschaft, Rinderzucht).
Durch Oëlleville führt die Fernstraße D 29 von Baudricourt nach Aroffe. Vier Kilometer südlich von verläuft die teilweise zweistreifig ausgebaute Fernstraße D 166 von Épinal nach Neufchâteau.

## Belege
1. ↑  Ortsname auf cassini.ehess.fr
2. ↑  Oëlleville auf vosges-archives.com/ (Memento des Originals vom 4. März 2016 im Internet Archive)  Info: Der Archivlink wurde automatisch eingesetzt und noch nicht geprüft. Bitte prüfe Original- und Archivlink gemäß Anleitung und entferne dann diesen Hinweis. (französisch, PDF; 39 kB)
3. ↑  Oëlleville auf cassini.ehess
4. ↑  Oëlleville auf INSEE
5. ↑  Landwirtschaftsbetriebe auf annuaire-mairie.fr (französisch)